# Navola
Navola è un borgo della Valle del Verde nel comune di Pontremoli.

## Monumenti d'interessi
A Navola è presente la chiesa parrocchiale che è dedicata a San Lorenzo di stile romanico e che si presume sia stata costruita intorno al XIII sec. La chiesa si  trova nel sobborgo di San Lorenzo.

## Festività e cultura
- San Lorenzo
- Santa Lucia